# Wilhelm Normann
Wilhelm Normann (1870–1939) – niemiecki chemik. Wynalazł i opatentował metodę katalitycznego utwardzania (uwodorniania) tłuszczów. Jego odkrycie miało duże znaczenie w przemyśle spożywczym, między innymi w produkcji margaryny. Prace Normanna pozwoliły uzyskiwać tłuszcze typu trans.